# 兀蘭威靈頓足球會
兀蘭威靈頓足球會（Woodlands Wellington FC） 是新加坡职业足球联赛的一支职业足球队。球队的主场是兀兰体育场，球队的吉祥物是公羊。
球队在联赛中的最佳成绩是获得过两届的季军和1996年上半季的第二名。於 2015 球季，威靈頓宣佈與後港聯合併，球會正式解散。

## 歷屆聯賽成績
- 2014年 - 第十一名
- 2013年 - 第五名
- 2012年 - 第十三名
- 2011年 - 第十二名
- 2010年 - 第十二名
- 2009年 - 第九名
- 2008年 - 第八名
- 2007年 - 第七名
- 2006年 - 第五名
- 2005年 - 季軍
- 2004年 - 第六名
- 2003年 - 第五名
- 2002年 - 第五名
- 2001年 - 第十二名
- 2000年 - 第十名
- 1999年 - 第九名
- 1998年 - 第九名
- 1997年 - 季军
- 1996年 - 上半季: 第二名; 下半季: 第四名